# Механічна міцність брикетів на вигин

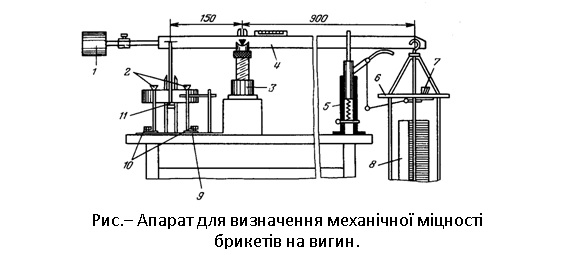

Механічна міцність брикетів на вигин визначається на апараті, що працює за принципом ваг (рис.). Злам брикету здійснюється між призмами 2, 11. Середня з них з'єднана з коротким плечем коромисла 4 і здійснює разом із ним вертикальні рухи. Бічні призми можуть пересуватися тільки по горизонталі. Ця відстань обмежена довжиною брикету. Призми встановлюються в напрямних 9 і закріплюються на них гвинтами 10. Коромисло 4 розташоване на опорній стійці 3. На кінці довгого плеча підвішене пристосування 6 для укладання в нього вантажу 8, 7. На короткому плечі є стрижень із вантажем 1, що врівноважує. Під довгим плечем коромисла знаходиться амортизатор 5. Зусилля, необхідне для руйнування брикету, створюють вантажами 8 і 7, що встановлюються в підвіску 6.
Для розрахунку згинаючих зусиль (Па), що прикладаються до брикету, можна скористатися формулою:
σзг =9ml/(bh2),
де σзг — опір брикету згинаючим зусиллям, Па; т — маса вантажу, кг; l — відстань між нижніми призмами, м; b, h — відповідно ширина і висота брикету, м.
Вимір ведеться по середній арифметичній масі вантажу m, що розраховується із мас семи випробовуваних брикетів.